# Against the Grain
Against the Grain is het vijfde studioalbum van de Amerikaanse punkband Bad Religion. Het is het laatste album met drummer Peter Finestone, die in 1991 de band verliet en vervangen werd door Bobby Schayer.
Het nummer "21st Century (Digital Boy)" zou later opnieuw opgenomen worden voor het album Stranger than Fiction uit 1994, waardoor er twee versies van dit nummer zijn.
Het album werd door Sputnikmusic verkozen tot het op één na beste punkalbum van het jaar 1991. De heruitgave van het album in 2004 werd uitgekozen als het op twee na beste punkalbum van het jaar 2004.

## Tracklist
1. "Modern Man" - 1:56 (Greg Graffin)
2. "Turn On the Light" - 1:23 (Brett Gurewitz)
3. "Get Off" - 1:42 (Greg Graffin)
4. "Blenderhead" - 1:11 (Brett Gurewitz)
5. "The Positive Aspects of Negative Thinking" - 0:57 (Jay Bentley)
6. "Anesthesia" - 3:02 (Brett Gurewitz)
7. "Flat Earth Society" - 2:21 (Brett Gurewitz)
8. "Faith Alone" - 3:34 (Greg Graffin)
9. "Entropy" - 2:23 (Greg Graffin)
10. "Against the Grain" - 2:07 (Greg Graffin)
11. "Operation Rescue" - 2:06 (Greg Graffin)
12. "God Song" - 1:37 (Greg Graffin)
13. "21st Century (Digital Boy)" - 2:48 (Brett Gurewitz)
14. "Misery and Famine" - 2:33 (Greg Graffin)
15. "Unacceptable" - 1:42 (Jay Bentley)
16. "Quality or Quantity" - 1:33 (Greg Graffin)
17. "Walk Away" - 1:48 (Brett Gurewitz)

Noot: tussen de haakjes staat de tekstschrijver.

## Musici
- Greg Graffin - zang
- Brett Gurewitz - gitaar
- Greg Hetson - gitaar
- Jay Bentley - basgitaar
- Pete Finestone - drums
- Keith Morris (van Black Flag/Circle Jerks) - achtergrondzang in "Operation Rescue"